# Janne Lundblad
Janne Lundblad (* 11. April 1877 in Linköping; † 24. November 1940) war ein schwedischer Dressurreiter.
Er wurde bei den Olympischen Spielen 1920 in Antwerpen auf Uno Olympiasieger im Dressurreiten. Acht Jahre später bei den Olympischen Spielen 1928 in Amsterdam wurde er Vierter in der Einzelwertung mit seinem Pferd Blackmar und gewann im Team die Silbermedaille.